# Perses (hermano de Eetes)
En la mitología griega, Perses (Πέρσης / Pérsēs) era un hijo de Helios y Perse que usurpó el trono de la Cólquida a su hermano Eetes después de la huida de la hechicera Medea, Jasón y los Argonautas. Este personaje sólo es citado en fuentes tardías. 
Según las Fábulas, Perses recibió el vaticinio de que se cuidara de morir a manos de la descendencia de Eetes. Una tempestad arrastró a Medo hasta sus dominios, mientras perseguía a Medea; fue arrestado por los soldados y llevado ante el rey Perses. En la Biblioteca se nos dice que Medea marchó a la Cólquide sin darse a conocer, y al saber que Eetes había sido depuesto por el hermano de éste, Perses, lo mató y devolvió el reino a su padre.
La otra versión, narrada por Diodoro Sículo, dice que Perses reinaba en la Táurica a la vez que Eetes en la Cólquide, y que ambos se distinguían por su crueldad. Perses engendró una hija, Hécate, que superaba a su padre por su osadía y su desprecio por las leyes. Diodoro nos ofrece aquí una versión sobre los dioses Perses y Hécate, en una variante mortal. El mismo autor también aclara que es asesino de Perses fue Medo, no Medea.